# Mareil-en-France
Mareil-en-France är en kommun i departementet Val-d'Oise i regionen Île-de-France i norra Frankrike. Kommunen ligger i kantonen Luzarches som tillhör arrondissementet Sarcelles. År 2022 hade Mareil-en-France 721 invånare.

## Befolkningsutveckling
Antalet invånare i kommunen Mareil-en-France
| Referens: INSEE |